# Trinidad (Colorado)
Trinidad è una città, capoluogo e località più popolosa della contea di Las Animas, Colorado, Stati Uniti. La popolazione era di 9 096 abitanti al censimento del 2010, in leggero aumento rispetto ai 9 078 del censimento del 2000. Secondo una stima, nel 2018 la popolazione era di 8 211 abitanti. Trinidad si trova 34 km a nord di Raton, nel Nuovo Messico, e 314 km a sud di Denver. Si trova sullo storico Santa Fe Trail.

## Geografia fisica
Secondo l'Ufficio del censimento degli Stati Uniti, ha una superficie totale di 9,28 mi² (24,04 km²).

## Storia

### Gli inizi
L'odierna Trinidad si trovava in un'area vicino al Santa Fe Trail, un percorso frequentato da commercianti spagnoli e messicani. È stata fondata nel 1862 subito dopo la scoperta del carbone nella regione. Ciò ha portato a un afflusso di immigrati desiderosi di sfruttare questa risorsa naturale. Alla fine degli anni 1860, la città contava circa 1 200 abitanti. Trinidad fu ufficialmente incorporata nel 1876, pochi mesi prima che il Colorado diventasse uno Stato. Nel 1878 la Atchison, Topeka and Santa Fe Railway raggiunse Trinidad, facilitando il trasporto di merci da località lontane. Nel 1880 Trinidad divenne la patria di un certo numero di personaggi famosi, tra cui Bat Masterson, che servì brevemente come maresciallo della città nel 1882. Nel 1900 la popolazione di Trinidad era aumentata fino a 7 500 abitanti e aveva due giornali in lingua inglese e uno in spagnolo. Nel 1885 fu costruita la Chiesa cattolica della Santissima Trinità (Holy Trinity Catholic Church).
All'inizio degli anni 1900 Trinidad divenne nota a livello nazionale per avere la prima donna redattrice sportiva di un giornale, Ina Eloise Young. La sua esperienza era nel baseball e nel 1908 fu l'unica giornalista sportiva donna a coprire le World Series. Nello stesso periodo, Trinidad ospitò una popolare squadra di baseball semiprofessionistica che fu brevemente allenata da Damon Runyon.
Il 7 agosto 1902, nella miniera di carbone di Bowen Town, sei miglia a nord di Trinidad, avvenne un'esplosione a seguito della fuga di gas, uccidendo 13 minatori. Finora è stato uno dei peggiori disastri minerari nello Stato; le condizioni della miniera spinsero alla nascita di molti scioperi. Ad un certo punto, alla fine del 1903, circa 3000 minatori, membri della United Mine Workers of America, scioperarono. Nel 1904 Trinidad subì diversi disastri. A metà gennaio un incendio distrusse due isolati della sezione commerciale della città, causando danni per oltre 75.000 dollari. Alla fine di settembre, l'area di Trinidad e la regione lungo il fiume Las Animas furono vittima di un incessante acquazzone, che portò a pesanti inondazioni; l'alluvione distrusse la stazione ferroviaria della Santa Fe, spazzò via tutti i ponti della città e causò danni materiali per diverse centinaia di migliaia di dollari. Mentre Trinidad continuava a crescere, iniziarono una serie di nuovi progetti di costruzione nel centro della città, tra cui una nuova biblioteca, un nuovo municipio, un teatro dell'opera e un nuovo hotel.

#### Sciopero del 1913-1914
Trinidad divenne il punto focale dello sciopero della United Mine Workers of America tra il 1913 e il 1914 contro la Colorado Fuel & Iron Company di proprietà dei Rockefeller, che divenne nota come guerra dei bacini carboniferi del Colorado. La fermata della Colorado and Southern Railway che collegava Trinidad con Denver e Walsenburg rese la città strategicamente importante sia per gli scioperanti che per la Colorado National Guard. Il 20 aprile 1914, a sole 18 miglia a nord della città, avvenne il massacro di Ludlow.

### Oggi
Trinidad è stata soprannominata la "capitale mondiale del cambiamento di sesso", a causa di un medico locale, che divenne famoso a livello internazionale per l'esecuzione di interventi chirurgici di riassegnazione del sesso. Negli anni 1960, Stanley Biber, un veterano chirurgo di ritorno dalla Corea, decise di trasferirsi a Trinidad perché aveva sentito che la città aveva bisogno di un chirurgo. Nel 1969 un assistente sociale locale gli chiese di eseguire l'intervento chirurgico per lei, cosa che apprese consultando diagrammi e un chirurgo di New York. Biber ha raggiunto la reputazione di buon chirurgo in un'epoca in cui pochissimi medici eseguivano operazioni di cambio di sesso. Al suo apice faceva in media quattro operazioni di cambio di sesso al giorno e il termine "fare un viaggio a Trinidad" divenne un eufemismo per alcuni che cercavano le procedure che offriva. Biber appare in un episodio della serie animata South Park, in cui l'insegnante della scuola elementare, Mr. Garrison, subisce un'operazione per cambiare sesso. La pratica chirurgica di Biber è stata rilevata nel 2003 da Marci Bowers. Da allora Bowers ha trasferito lo studio a San Mateo, in California. Il documentario del 2008 Trinidad si concentra su Bowers e due dei suoi pazienti.
Drop City, una comunità di artisti della controcultura, è stata costituita nel 1965 su un terreno a circa 6,4 km a nord di Trinidad. Fondata da studenti d'arte e registi dell'Università del Kansas e dell'Università del Colorado a Boulder, Drop City divenne noto come il primo rurale "comune hippie", e ha ricevuto l'attenzione dalle riviste Life e Time, oltre che da giornalisti di tutto il mondo. Drop City fu abbandonata all'inizio degli anni 1970, ma influenzò successivi progetti di vita alternativa in tutto il paese.
Nel 2015 Trinidad ha iniziato a sperimentare un nuovo boom grazie all'industria della marijuana. La città ha raccolto 4,4 milioni di dollari in entrate fiscali da 44 milioni di dollari in vendite annuali di marijuana, circa il 5,13% delle vendite totali dello Stato. Nel 2018 High Times ha soprannominato Trinidad "Weed Town, USA", osservando che i suoi 23 dispensari di marijuana al dettaglio autorizzati che servono meno di 10.000 persone ammontano a un dispensario ogni 352 persone. "In un solo isolato del centro lungo Commercial Street, ci sono otto dispensari in una parte della città che alcuni locali chiamano scherzosamente il "centro commerciale dell'erba" di Trinidad".

## Società

### Evoluzione demografica
Secondo il censimento del 2010, la popolazione era di 9 096 abitanti.